# Buslijn 326 (Almere-Blaricum)
Buslijn 326 is een R-net buslijn van Keolis Nederland die station Almere Centrum met Blaricum P+R verbindt. De lijn werd op 10 december 2017 ingesteld als opvolger van lijn 156.

## Geschiedenis

### Lijn 156
De lijn werd op 3 juni 1984 ingesteld bij de opening van de Stichtse Brug. De lijn was een samenwerking tussen de toenmalige streekvervoerders Centraal Nederland (CN) en VAD en werd aanvankelijk alleen door eerstgenoemd bedrijf gereden. De halte Blaricum carpoolplaats was een afroephalte en werd voor instappen alleen bediend als de passagier op een speciale knop had gedrukt waarna voor de chauffeur op de snelweg een lamp met daar op "156" ging branden. Indien men wilde uitstappen kon men gewoon op de stopknop drukken en als er niemand wilde in of uitstappen reed de bus op de snelweg door.
Lijn 156 werd bij de opening van de Flevospoorlijn op 31 mei 1987 van Almere Stad Passage naar station Centrum doorgetrokken. In mei 1994 fuseerde VAD met het oostelijke vervoersgebied van Centraal Nederland en de Nieuwegein-vestiging van Westnederland tot Midnet; lijn 156 was voortaan een Midnetlijn. In 1999 fuseerde Midnet met de omringende streekvervoerders tot Connexxion; lijn 156 ging in de spitsrichting ieder kwartier later elk halfuur rijden en werd in de daluren tot Blaricum ingekort. De ritten in de avonduren en op zaterdag en zondag kwamen te vervallen.

### Lijn 326
Op 10 december 2017 werd de lijn overgenomen door Keolis Nederland, omgezet in een R-netlijn en vanuit Almere ingekort tot Blaricum carpoolplaats waar voor Hilversum overgestapt dient te worden op Transdev R-net lijn 320. Alhoewel de lijn een R-net status heeft, wordt er in de daluren maar om het uur gereden. Tussen 16 augustus 2020 en 31 januari 2021 werd er in de daluren overdag om het half uur gereden, net als in de spits.
Vanaf 10 december 2023 reed deze lijn in Blaricum naar de nieuwe P+R aan de Stichtseweg.